# Национальный музей медицины Украины
Национальный музей медицины Украины — музей в Киеве, создан в 1973 году, официальное открытие состоялось 29 октября 1982 года.

## История

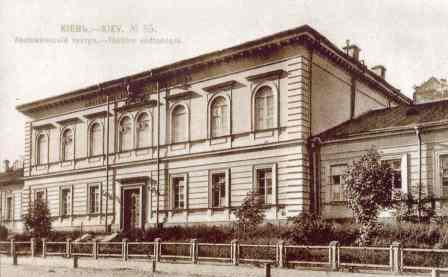
Анатомический театр Киевского университета Св. Владимира. 1910 год

Расположен в здании бывшего Анатомического театра медицинского факультета Киевского университета, был построен по проекту архитектора Александра Беретти и по инициативе выдающегося киевского анатома профессора Александра Петровича Вальтера в 1853 году. Здание является памятником архитектуры XIX века, сооружено в стиле позднего классицизма.
Идея создания в Киеве музея медицины относится к началу 1960-х годов. Главная роль в появлении идеи и её реализации принадлежит профессору кафедры социальной гигиены и организации здравоохранения Киевского медицинского института им. А. А. Богомольца, выдающемуся украинскому историку медицины Александру Абрамовичу Грандо (1919—2004). Инициативная группа по поиску будущих музейных экспонатов и материалов для музея долгое время работала на общественных началах. Главным хранителем фондов был Леонид Межиров. В 1973 году музей открыт как Республинанский музей истории медицины УССР.
До 2004 года директором музея был его основатель Александр Грандо. С 2005 года по настоящее время музей возглавляет заслуженный врач Украины, доктор медицинских наук Вадим Шипулин.

## Экспозиция

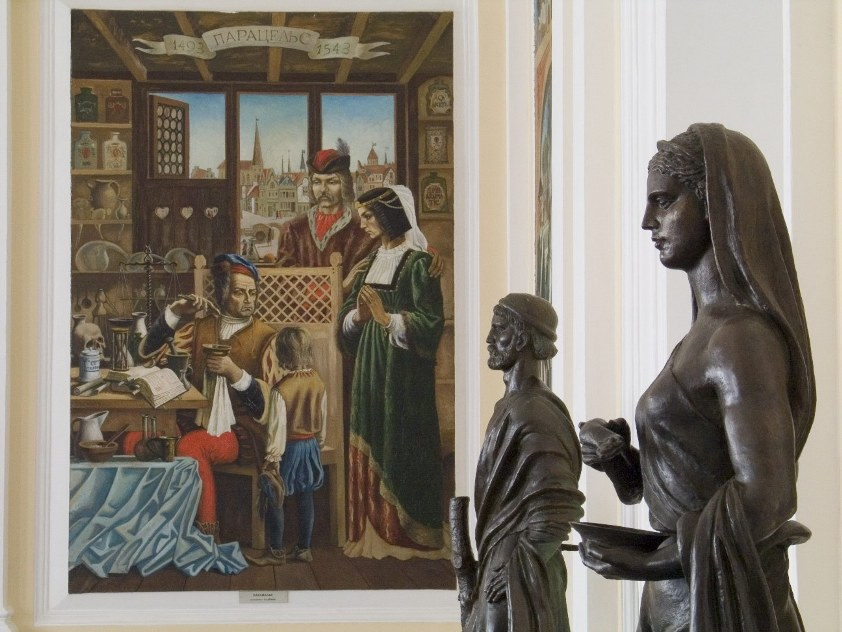
Холл на втором этаже музея

В музее представлено развитие медицины на территории Украины с древнейших времен до наших дней. Его экспозицию составляют фотографии, книги, инструменты, анатомические препараты, личные вещи выдающихся украинских врачей, лекарственные препараты, медицинские и аптечные приборы.
Есть несколько сценок в качестве небольшого спектакля, где наглядно продемонстрировано, как в столь недалекие времена лечили людей. Во время экскурсии демонстрировали не только стеллажи с великими хирургами, наподобие Пирогова, но и множество различных инструментов того времени, так же интересны были стеллажи с забальзамированными частями тела.
Привлекают внимание нетрадиционные архитектурно-художественные и технические, в том числе аудиовизуальные демонстрационные средства. Инженерно-техническое решение принадлежит Анатолию Уташу и Владимиру Кивлюку, автором архитектурно-художественного проекта, дизайна экспозиционных залов и витрин является художник Альберт Крыжопольский.
В музее созданы оригинальные интерьеры с портретными фигурами известных ученых и врачей, а также диорамы, посвященные выдающимся событиям в украинской медицине. Автором портретных фигур, выполненных из стоматологических пластиков, является художник и скульптор Спартак Британ, заслуженный деятель культуры Украины.
Широко представлены также произведения украинского изобразительного искусства, связанные с медицинскою тематикой.

## Награды
Национальный музей медицины Украины — один из крупнейших медицинских музеев в Европе. Он одним из первых вошел в состав Европейской ассоциации музеев истории медицинских наук. Работа по созданию этого музея в 1983 году была отмечена Государственной премией Украины в области науки и техники. Указом Президента Украины от 15 февраля 1999 года музею был присвоен статус Национального.

## Деятельность
Около 25 лет Национальный музей медицины Украины является одним из активных членов Европейской ассоциации музеев истории медицинских наук. Музей также известен своей издательской, просветительской, выставочной деятельностью.